# Michele Sindona
Michele Sindona (Patti, 8 mei 1920 - Voghera, 22 maart 1986) was een Italiaanse advocaat, bankier en crimineel.

## Levensloop
Bij de voorbereiding van de Amerikaanse invasie in Sicilië werd Sindona door Lucky Luciano aanbevolen bij Max Corvo, Victor Anfuso en Vincent Scamporino. Deze namen hem in dienst als verbindingsman met de maffia, die ingeschakeld moest worden als bondgenoot in de strijd tegen het fascisme. In 1944 stond Sindona in contact met maffiabaas Calò Vizzini.
Aanvang 1956 begon Sindona in Milaan aan een langdurige samenwerking met de Amerikaanse maffia via de tussenpersoon Joe Adonis.
Op 12 oktober 1957 was Sindona in de salons van het Hotel del Pelmes in Palermo aanwezig bij de ontmoeting van de belangrijkste hoofden van de Amerikaanse en de Siciliaanse Cosa Nostra. Onder de aanwezigen waren Joe Bananas, Joseph Palermo, John Di Bellis van de familie Genovese, Vito Vitale, Genco Russo en Lucky Luciano. Door hen werd de strategie voor de internationale drugs- en wapenhandel opgesteld en werd Albert Anastasia ter dood veroordeeld en tien dagen later in New York vermoord.
Begin 1959 kochten Michele Sindona, het Istituto per le Opere Religiose en de Continental Illinois Bank (de grootste bank in de VS) de Banca Privata Finanziaria. Het imperium van Sindona bestuurde van toen af een groot aantal banken en financiële instellingen.
In december 1965 gaf hij grote sommen geld aan de fascistische MSI-voorzitter Junio Valerio Borghese, de latere oprichter van het Fronte Nazionale.
In 1968 trad Sindona in zaken met Roberto Calvi, de directeur van de Banco Ambrosiano. In november van datzelfde jaar verkreeg hij de macht over de Finanziaria Sviluppo. In 1970 nam de Banco Ambrosiano het bedrijf Compendium van Sindona over. Sindona verwierf op zijn beurt op 30 juni 1971 de controle over de "Centrale". Een poging om de Bastogi over te nemen ketste af op 8 oktober.
Op 15 april 1973 prees Giulio Andreotti tijdens een bezoek aan New York Michele Sindona als Salvatore della Lira (Redder van de Lire).
Op 17 mei 1973 probeerde Michele Sindona het kapitaal van de Finambro-bank te verhogen van een miljoen naar 160 miljard lire, maar dit werd geblokkeerd door minister La Malfa en verschillende financiers.
In januari 1974 werd Sindona door de Amerikaanse ambassadeur te Rome gelauwerd als "Man van het Jaar".
Op 27 september besloot het Ministro del Tesoro (ministerie van de schatkist) om de Banca Privata Finanziaria te liquideren. Giorgio Ambrosoli, een Milanese advocaat, werd tot curator benoemd.
In de VS ging de Franklin Bank failliet, waarop de Amerikaanse regering Sindona beschuldigde van bankbreuk. Dit betekende het begin van de instorting van zijn kaartenhuis aan financiële instellingen in Europa en de VS. In de crash was ook het Istituto delle Opere Religiose betrokken. Sindona moest de VS ontvluchten. Met hem verdween ook een lijst van 500 Italianen die via zijn banken clandestien enorme bedragen naar het buitenland hadden laten verdwijnen.
Op 24 oktober 1974 vaardigde de Italiaanse magistratuur een opsporingsbevel uit tegen Sindona wegens bedrieglijke bankbreuk. De rechters bevestigden dat hij fungeerde als witwasser van geld van de belangrijkste exponenten van Cosa Nostra, onder anderen Stefano Bontade, Salvatore Inzerillo en John Gambino. Hij investeerde hun geld in beleggingsinstellingen, onroerend goed en hotels in Florida en op Aruba.
Van 1974 tot 1979 stond Sindona in nauw verband met Licio Gelli en de P2. Deze banden werden door Giorgio Ambrosoli ontdekt. De rechtbank van Milaan veroordeelde Sindona op 27 juni 1976 tot 3,5 jaar gevangenisstraf wegens overtreding van de bankwetten. Op 28 september werd hij gearresteerd in de VS, maar kwam meteen weer vrij na betaling van een borgsom van drie miljoen dollar.
Op 12 juli 1979 werd Ambrosoli vermoord door de Amerikaanse huurmoordenaar William Joseph Aricò.
Op 2 augustus verdween Sindona in New York. Hij wendde voor dat hij door terroristen ontvoerd was. In werkelijkheid bleef hij 75 dagen ondergedoken op Sicilië, waar hij zich in contact stelde met separatistische bewegingen. Hij liet zich in zijn been schieten, om het verhaal van de ontvoering enige geloofwaardigheid te verlenen. De politiearts Miceli Crimi, tevens lid van de P2, was hem hierbij behulpzaam. Vervolgens vertrok hij naar Griekenland en later naar Oostenrijk. Op 16 oktober dook hij weer op in New York. Vier dagen later werd Luigi Cavallo gearresteerd op verdenking van medeplichtigheid aan de schijnontvoering.
Het doek viel definitief op 13 juni 1980 toen de Amerikaanse rechter Sindona tot 25 jaar veroordeelde wegens het faillissement van de Franklin Bank. Op 12 juli werd hij ook in staat van beschuldiging gesteld voor de moord op Ambrosoli. Het openbaar ministerie van Milaan, op zoek naar bewijs voor de mogelijke betrokkenheid van Licio Gelli en Miceli Crimi bij de in scène gezette ontvoering van Sindona, beval de huiszoeking van Gelli's villa en kantoren. Daarbij wist men de hand te leggen op documenten die het bewijs leverden voor het bestaan van een samenzwering achter de façade van de vrijmetselaarsloge P2, waarvan 963 broeders lid bleken te zijn, omvattende agenten van de geheime diensten, politici, beleggers, bankiers, hoge ambtenaren en personen uit de showbusiness. Opmerkelijk was dat de meesten van hen ostentatief katholiek waren, en dat het Vaticaan 15 dagen eerder nog een persbericht had uitgegeven waarin verwezen werd naar het canoniek recht, volgens welke regels mensen op straffe van excommunicatie geen lid mogen zijn van de vrijmetselarij. Bij de P2 leek alles samen te komen: de Bomaanslag op de Piazza Fontana, de olieschandalen, de intriges van de geheime diensten, de banden tussen Gelli, Sindona, Calvi, de internationale financiële wereld, de maffia, de CIA en plegers van staatsgrepen in Argentinië en Italië.
Door zijn arrestatie kwamen de banden tussen de Vaticaanse bank Istituto per le Opere Religiose onder leiding van aartsbisschop Paul Marcinkus, de maffia en de loge P2 aan het licht. In het kielzog van Sindona ging de Banco Ambrosiano met president Roberto Calvi ten onder.
Op 25 maart 1984 gingen de VS akkoord met de uitlevering van Sindona aan Italië waar hij terecht moest staan voor de bankbreuk van de Banca Privata. Op 25 september werd hij van de gevangenis in Otisville overgebracht naar de Regina-Coeligevangenis in Rome. De Italiaanse rechtszaak mondde uit in Sindona's veroordeling tot een levenslange gevangenisstraf op 19 maart 1986.
Nadat hij enkele interviews gegeven had waarin hij dreigde zijn banden met de maffia prijs te geven, stierf Sindona in de zwaar beveiligde gevangenis van Voghera aan een espresso, vergiftigd met cyanide.